# Турчень
Турчень, Турчені (рум. Turceni) — місто у повіті Горж в Румунії. Адміністративно місту підпорядковані такі села (дані про населення за 2002 рік):
- Валя-Вієй (526 осіб)
- Гирбову (448 осіб)
- Жилцу (340 осіб)
- Мурджешть (768 осіб)
- Стримба-Жіу (1697 осіб)

Місто розташоване на відстані 216 км на захід від Бухареста, 41 км на південь від Тиргу-Жіу, 51 км на північний захід від Крайови.

## Населення
За даними перепису населення 2002 року у місті проживали 8559 осіб.
Національний склад населення міста:
| Національність | Кількість осіб | Відсоток |
| -------------- | -------------- | -------- |
| румуни         | 8556           | > 99,9%  |
| угорці         | 1              | < 0,1%   |
| українці       | 1              | < 0,1%   |

Рідною мовою назвали:
| Мова       | Кількість осіб | Відсоток |
| ---------- | -------------- | -------- |
| румунська  | 8555           | > 99,9%  |
| угорська   | 1              | < 0,1%   |
| українська | 1              | < 0,1%   |
| німецька   | 1              | < 0,1%   |

Склад населення міста за віросповіданням:
| Релігія        | Кількість осіб | Відсоток |
| -------------- | -------------- | -------- |
| православні    | 8492           | 99,2%    |
| римо-католики  | 24             | 0,3%     |
| п'ятдесятники  | 9              | 0,1%     |
| баптисти       | 2              | < 0,1%   |
| реформати      | 1              | < 0,1%   |
| греко-католики | 1              | < 0,1%   |
| адвентисти     | 1              | < 0,1%   |

## Зовнішні посилання
- Дані про місто Турчень на сайті Ghidul Primăriilor